# Stellaster
Stellaster is een geslacht van zeesterren uit de familie Goniasteridae.				

## Soorten
- Stellaster childreni Gray, 1840
- Stellaster convexus Jangoux, 1981
- Stellaster equestris Retzius 1805
- Stellaster inspinosus H.L. Clark, 1916
- Stellaster princeps Sladen, 1889
- Stellaster septemtrionalis Oguro, 1991
- Stellaster squamulosus (Studer, 1884)
- Stellaster tuberculosus (Martens, 1865)